# Alessandro Meluzzi
Alessandro Meluzzi (Napoli, 9 ottobre 1955) è uno psichiatra, opinionista, saggista ed ex politico italiano.
Dopo la militanza nel Partito Comunista Italiano e nel Partito Socialista Italiano, Meluzzi è stato eletto parlamentare con Forza Italia alla Camera dei deputati nel 1994 e al Senato nel 1996. Lasciata Forza Italia, ha aderito all'UDR di Cossiga, a Rinnovamento Italiano e alla Federazione dei Verdi, prima di approdare all'UDEUR di Mastella nel 2000 e concludere l'esperienza parlamentare nel 2001.
Aderente alla massoneria sino al 2003, è poi diventato un seguace di Pierino Gelmini. Consacrato diacono della Chiesa cattolica greco-melchita, ha lasciato il cattolicesimo per entrare nella Chiesa Ortodossa Italiana Autocefala - Antico Orientale di cui è diventato primate nel 2015 con il nome ecclesiastico-patriarcale di Alessandro I.
Nel 2017 ha fondato il Partito anti-islamizzazione e nel 2019 ha pubblicato un libro sulla mafia nigeriana assieme a Giorgia Meloni. Convinto antivaccinista, il 6 ottobre 2021 ha ricevuto la sospensione dall'Ordine dei medici per inosservanza dell'obbligo vaccinale contro il COVID-19.

## Biografia

### Studi e formazione
Nato a Napoli il 9 ottobre 1955, da padre napoletano e madre riminese, porta il cognome di quest'ultima dopo la separazione dei genitori. Ha trascorso parte della sua vita a Torino, dove ha condotto gli studi, laureandosi in medicina e chirurgia, specializzandosi in psichiatria. Ha lavorato come ricercatore presso il laboratorio del neurofisiologo Henri Laborit all'Hôpital Boucicaut e all'Istituto Pasteur di Parigi. In seguito conseguì il baccellierato in Filosofia magna cum laude presso il Pontificio ateneo Sant'Anselmo di Roma. È sposato e ha una figlia. Risiede da molti anni ad Albugnano.

### Attività politica
In gioventù, militò prima nel Partito Comunista Italiano per dodici anni e successivamente nel Partito Socialista Italiano di Bettino Craxi, ed è stato aderente alla massoneria fino al suo abbandono nel 2003.

#### In Parlamento (1994-2001)
Alle elezioni politiche del 1994 è stato candidato alla Camera dei deputati dal Polo delle Libertà nel collegio elettorale di Torino 7 e ha sconfitto di poco Sergio Chiamparino, candidato dell'Alleanza dei Progressisti (35,59% contro 35,15%); ha aderito al gruppo di Forza Italia.
Alle elezioni politiche del 1996 è stato candidato al Senato della Repubblica nel collegio elettorale di Agropoli dal Polo per le Libertà e ha sconfitto Pier Giovanni Maria Crocco dell'Ulivo.
Nel marzo 1998 ha lasciato Forza Italia per aderire all'Unione Democratica per la Repubblica (UDR) di Francesco Cossiga. Con lo scioglimento del partito, il 24 febbraio 1999, insieme agli altri "cossighiani" ha aderito al gruppo parlamentare di Rinnovamento Italiano e per quella lista è stato candidato alle elezioni europee del 1999 nella circoscrizione Italia nord-occidentale, ottenendo 1 416 preferenze (primo della lista), ma senza essere eletto. Nel novembre dello stesso anno ha lasciato Rinnovamento Italiano e ha seguito Cossiga nella nuova Unione per la Repubblica (che in Senato formava la componente "Centro Riformatore" nel gruppo misto), che ha abbandonato poche settimane dopo, il 21 dicembre 1999, alla vigilia della fiducia al governo D'Alema II, quando è passato alla Federazione dei Verdi.
Nel febbraio del 2000, infine, ha dato vita, insieme a Stefano Pedica (un altro ex UDR), ai "Cristiano Democratici Europei", un movimento di ispirazione centrista, presente soprattutto nel Lazio, che aderiva all'Unione Democratici per l'Europa (UDEUR) di Clemente Mastella. È restato a Palazzo Madama fino al 2001.

#### Il "PAI" (2017-2020)
Nel 2017 ha fondato il Partito anti islamizzazione - PAI e ne è diventato presidente onorario. Il PAI sostiene la impossibilità di una convivenza pacifica e proficua tra Islam e democrazia e domanda la messa al bando dell'immigrazione di persone di religione musulmana. Pur restando presidente del PAI, nel 2017 ha partecipato a un evento di Fratelli d'Italia e lì il coordinatore regionale di FdI Michele Barcaiuolo ha avanzato la proposta, poi rientrata, del suo nome come candidato alla presidenza della regione Emilia-Romagna nel 2019.
Nel 2020 il PAI ha stipulato un accordo con la Lega Nord.
È stato console onorario del Paraguay. È sostenitore del leader russo Vladimir Putin, in quanto rappresenterebbe, a suo dire, "l'unico e ultimo argine della civiltà europea".
Nel 2019 Meluzzi ha pubblicato assieme a Giorgia Meloni e Valentina Mercurio un libro sulla mafia nigeriana. Il libro agita il tema della "sostituzione etnica", sostenendo che è in corso un progetto per "cambiare l'etnia europea" e "creare l'Eurafrica". Secondo il libro, la mafia nigeriana è il prodotto di "culture locali che praticano l'omicidio rituale o il cannibalismo" e "i cadaveri dei bianchi sono molto graditi" dagli Yoruba, che sarebbero dediti al traffico di organi e di carne umana.

### Attività professionale
Meluzzi sostiene di aver redatto oltre duecento pubblicazioni scientifiche e più di venti monografie in materia psicologica, psicoterapeutica, psichiatrica e antropologico-filosofica. Di converso, sul metamotore di ricerca PubMed non risultano indicizzate pubblicazioni medico-scientifiche. È inoltre autore di varie pubblicazioni dedicate alla religione.
Come autore televisivo ha collaborato a diverse trasmissioni Rai (Rai Parlamento, Uno Mattina, Domenica In, L'Italia sul 2), Mediaset (Mattino Cinque, Pomeriggio Cinque, Domenica Live, Quarta Repubblica, Quarto Grado) e Telelombardia.
Come criminologo è stato consulente della difesa di Rudy Guede (sostenendo l'estraneità di tutti gli indagati) e di Massimo Giuseppe Bossetti (entrambi condannati). Ha espresso posizioni di garantismo penale in molti processi.
Ha tenuto inoltre diverse docenze a contratto nella formazione universitaria.
Convinto antivaccinista, il 6 ottobre 2021 ha ricevuto la sospensione dall'Ordine dei medici di Torino per inosservanza dell'obbligo vaccinale, per essere cioè venuto meno all'obbligo per il personale sanitario di vaccinarsi contro il COVID-19.

### Attività clericale
È stato a lungo seguace del controverso ex sacerdote Pierino Gelmini, professandosi sia cattolico sia massone.

#### Diacono cattolico greco-melchita
Nel 2007, presso l'Arcieparchia di Homs, in Siria, è stato consacrato diacono della Chiesa cattolica greco-melchita di rito bizantino, ma in comunione con il Papa nella Chiesa cattolica romana (Chiese cattoliche di rito orientale), non essendo la sua richiesta di ordinazione diaconale stata accettata dalla Chiesa latina. È stato poi allontanato dal clero cattolico, a suo dire per la sua passata adesione alla massoneria, che gli ha comportato anche una scomunica ipso facto, ribadita anche nel 2011 dalla curia romana dopo l'ordinazione, non potendo Meluzzi usufruire della dispensa speciale. Dopo la rinuncia al pontificato da parte di Benedetto XVI, nonostante le simpatie per il cattolicesimo, specie i rami tradizionalisti latini e quelli di rito greco-bizantino, Meluzzi si è allontanato dalla Chiesa di Roma.

#### Ordinazione a "primate Alessandro I"
Avvicinatosi al cristianesimo della Chiesa ortodossa, nel maggio del 2015 padre Leopoldo Adeodato Mancini, in punto di morte, ha ordinato Alessandro Meluzzi presbitero ortodosso della Chiesa ortodossa italiana autocefala, fondata dallo stesso Mancini. Tale Chiesa non è riconosciuta da alcuna istituzione religiosa, come la Sacra arcidiocesi ortodossa d'Italia e Malta (patriarcato ecumenico di Costantinopoli), né dalla Chiesa ortodossa russa in Italia (patriarcato di Mosca), ed è considerata una chiesa scismatica o irregolare da tutti gli altri ortodossi italiani, seppure Meluzzi dichiari spesso la sua vicinanza alla spiritualità e alla cultura della Russia ortodossa.
Il 6 novembre 2015, dopo la morte di Mancini, Meluzzi divenne primate (arcivescovo) d'Italia, eparca di Ravenna e Aquileia e primate metropolita di detta Chiesa con il nome di Alessandro I e il trattamento onorifico di «Sua Beatitudine».
Tra i suoi propositi da neo-primate figurano la volontà di proclamare santi i defunti sacerdoti cattolici Gianni Baget Bozzo (sospeso a divinis per la sua attività politica) e Pierino Gelmini (dimesso dallo stato clericale in seguito a procedimenti giudiziari per abusi sessuali).
Il 14 settembre 2020 ha rinunciato alla carica di patriarca, venendo succeduto dal patriarca Cosma (al secolo Antonio Parisi).

## Controversie
In alcune apparizioni televisive intorno al 2010 Meluzzi ha assunto posizioni conservatrici in materia di famiglia e società, soprattutto contro l'aborto, il matrimonio omosessuale e l'eutanasia. Ha definito gli omosessuali "disabili della procreazione" e dichiarato che "è evidente che alla base dell'omosessualità c'è quasi sempre un problema psicologico", subendo l'accusa di omofobia.
Ha suscitato polemiche una sua intervista sulla pedofilia, toccando anche i casi coinvolgenti la Chiesa, affermando che il carcere non è sempre compatibile con il soggetto pedofilo, in quanto secondo la sua opinione professionale e religiosa "certi pedofili non commettono reato e nemmeno peccato".
Convinto complottista, Meluzzi ha sostenuto l'esistenza e la veridicità della teoria del complotto sul piano Kalergi (sulla presunta sostituzione etnica degli europei voluta dalle élite) e che papa Francesco, eletto nel periodo dell'allontanamento di Meluzzi dalla Chiesa di Roma, fosse complice del piano: «Un papa», ha detto in un'intervista, «che sta riducendo la dottrina cattolica all'idea che tutta l'Africa possa entrare in Europa come se questo dovesse riequilibrare le colpe del colonialismo occidentale».
NewsGuard, azienda specializzata nel monitoraggio della disinformazione sul web, lo ha inserito nella lista dei "super-diffusori di disinformazione sul COVID 19 in Europa". Ha condiviso una bufala sui social, sostenendo che le mascherine sanitarie, adoperate per limitare la diffusione del COVID-19, contengano un "microchip 5G", che la pandemia non sia altro che un complotto ordito da Bill Gates e che le persone ricoverate fossero vittime di terapie sbagliate. Ha promosso l'idrossiclorochina come valida cura per il COVID-19. È stato oggetto di critiche per aver diffuso un fotomontaggio in cui alla scritta "Arbeit macht frei" sul cancello di Auschwitz si sostituisce quella simbolo della lotta al COVID-19 "andrà tutto bene". Nell'estate 2021, nel corso di un'iniziativa organizzata a San Marino, ha sostenuto che ai VIP e a tutte le celebrità in generale sia stato inoculato un falso vaccino e che anche a lui sia stata fatta la proposta di un falso vaccino.

## Opere
- La luce come terapia. Cronobiologia, psichiatria e neuroscienze, con Tania Margiotta e Gianni Francesetti, Pavia, EMI, 1990.
- Psicoendocrinoimmunologia della schizofrenia, con Michela Gecele, Torino, Centro scientifico, 1992. ISBN 88-7640-213-6.
- Ulisse e il monaco zen. Manuale di viaggio verso il terzo millennio, Bergamo, Larus, 1994; Torino, IDM, 1999. ISBN 88-86671-15-6.
- Il sesso. Bestialità e religione, Firenze, Loggia de' Lanzi, 1995. ISBN 88-8105-044-7.
- La via degli spiriti animali. Dalle grotte di Altamira alla Pet-therapy, Bresso, Gruppo Futura, 1997. ISBN 88-256-1337-7.
- Viaggio nelle profezie. Visioni, presagi e nuovo millennio, Venezia, Tascabili Marsilio, 1998. ISBN 88-317-7077-2.
- E se la mente guarisse il cancro? Un'ipotesi di lavoro per la cura "dolce" delle malattie neoplastiche, con Livia Ileana Duce, Torino, Centro scientifico, 1999. ISBN 88-7640-314-0.
- Pet therapy. Aiutarsi con gli animali, con Alessandra Boratti, Silvio Lorenzetto, Giuseppe Zolesi, Torino, Omega, 2000. ISBN 88-7241-303-6.
- NeoMonasteri e riEvoluzione. Utopia, comunità e spiritualità nell'era della new economy, Marsilio, Venezia, 2001. ISBN 88-317-7261-9.
- Esistenza individuale e vita comunitaria, in Grande Oriente d'Italia, Palazzo Giustiniani, Le vie del dialogo. Atti della Gran Loggia 2002. Rimini 5-7 aprile, Milano, Mimesis, 2004. ISBN 88-8483-211-X.
- ErosAgape. Un'unica forma d'amore, Roma, OCD, 2006. ISBN 88-7229-331-6.
- Il soffio della vita, con Roberto Milone, Roma, OCD, 2007. ISBN 978-88-7229-350-8.
- Cristoterapia. Dialogo di vita. Fonte di speranza, con Pierino Gelmini, Roma, OCD, 2008. ISBN 978-88-7229-383-6.
- Abbracciare la croce. Dolore, libertà e tenerezza in Dio, Roma, OCD, 2009. ISBN 978-88-7229-443-7.
- L'infinito mi ha cercato. Da Marx a Gesù una vita in cammino, Casale Monferrato, Piemme, 2009. ISBN 978-88-566-0412-2.
- Insieme per sempre. La vita e il cuore delle donne, a cura di e con Karen Visani e Laura Massari, Morena, OCD, 2009. ISBN 978-88-7229-462-8.
- Uomini e donne. Naufraghi del millennio, Roma, Aliberti, 2009. ISBN 978-88-7424-506-2.
- Ho visto e ho creduto. I neocattolici, lo scisma silenzioso e il soffio dello Spirito, con Paolo Gambi, Milano, Piemme, 2010. ISBN 978-88-566-1310-0.
- Maranathà. Signore, mostraci il tuo volto nella splendida imperfezione del creato, Roma, OCD, 2010. ISBN 978-88-7229-484-0.
- Educazione, profezia, mistero, Roma, OCD, 2011. ISBN 978-88-7229-518-2.
- Ho seguito il mio maestro. Educazione, famiglia, donne, amore, coppia, con Paolo Gambi, Milano, Piemme incontri, 2011. ISBN 978-88-566-1968-3.
- La notte oscura. Mistica e psicologia, con Eduardo Sanz de Miguel, Roma, OCD, 2012. ISBN 978-88-7229-550-2.
- Crimini e Mass Media. Distorsioni e suggestioni di stampa e tv nei grandi casi di cronaca nera, Formigine, Infinito edizioni, 2014. ISBN 978-88-6861-020-3.
- Follie. Storie di delitti e castighi, Torino, Politeia, 2012. ISBN 978-88-96461-06-8.
- Il fascino del male, Reggio Emilia, Imprimatur, 2014. ISBN 978-88-6830-108-8.
- Il maschio fragile. Scopri il bastardo che c'è in te, Siena, Cantagalli, 2015. ISBN 978-88-6879-067-7.
- Madri assassine. Dal dramma di Medea alla psicopatologia del quotidiano, Reggio Emilia, Imprimatur, 2015. ISBN 978-88-6830-289-4.
- La vergogna. Un'emozione antica, Milano, Paoline, 2015. ISBN 978-88-315-4645-4.
- Ammonire i peccatori, con la collaborazione di Andrea Grippo, Venezia, Marcianum press, 2016. ISBN 978-88-6512-440-6.
- Dei delitti e delle pene 2.0, con Maria Araceli Meluzzi, Roma, Eurilink, 2016. ISBN 978-88-97931-80-5.
- I dorostellati. Psicopolitica all'italiana dalla DC a Grillo. Conversazione col giornalista Giuliano Ramazzina, Venezia, Marcianum press, 2017. ISBN 978-88-6512-574-8.
- Il se e il ma delle investigazioni. Riflessioni tra criminologia, diritto ed esperienza sul campo, con Fabio Federici, Mantova, Oligo, 2017. ISBN 978-88-85723-00-9.
- Un solo Dio per tutti? Politica e Fede nelle Religioni del Libro, con Giuseppe Romeo, Reggio Emilia, Imprimatur, 2017. ISBN 978-88-6830-616-8.
- Il crime analyst. Le nuove frontiere delle scienze crimino-investigative, con Fabio Federici, Mantova, Oligo, 2018. ISBN 978-88-85723-13-9.
- Menti insolite. Radiografia di cinque femminicidi, con Fabio Federici e Massimo Numa, Mantova, Oligo, 2018. ISBN 978-88-85723-24-5.
- Fantasmi in Vaticano. I misteri di Emanuela Orlandi, con Margherita Lepore, Padova, Il Torchio, 2018. ISBN 978-88-98669-74-5.
- Da Pietroburgo a Costantinopoli. Le missioni di spionaggio dell'agente-abate Joannes Baptista Casti, con Fabio Marco Fabbri, Acireale, Bonanno, 2019. ISBN 978-88-6318-219-4.
- Italia rivolta ideale. Identità, felicità, sicurezza, sovranità, Feletto Umberto, Tavagnacco-Segno, 2019. ISBN 978-88-93183-91-8.
- Il sesto pilastro. La sessualità nell'Islam, con Andrea Grippo, Feletto Umberto, Tavagnacco-Segno, 2019. ISBN 978-88-93183-97-0.
- Mafia nigeriana. Origini, rituali, crimini, con Giorgia Meloni e Valentina Mercurio, Mantova, Oligo, 2019. ISBN 978-88-85723-25-2.
- Culture esoteriche e significati nascosti. I segreti della Reggia di Caserta, con Tiziana Barrella, Milano, Libraio Editore, 2019. ISBN 978-88-31937-15-3.
- La vita è negoziare con Tonia Bardellino e Marco Mastracci, Cesena, Historica Edizioni, 2019. ISBN 9788833371306.
- Contagio. Dalla peste al coronavirus, con Walter Pasini, Firenze, Vallecchi, 2020. ISBN 978-88-8252-106-6.
- Attacco alla famiglia, Cernusco sul Naviglio, Altaforte Edizioni, 2020. ISBN 9788832078237.
- Ladri di facce. Il disegnatore anatomico tra testimoni, vittime, memorie e falsi ricordi, con Elena Pagani, Mantova, Oligo, 2020. ISBN 9788885723504.
- Progettare il sociale, Santarcangelo di Romagna, Maggioli Editore, 2020. ISBN 9788891645418.
- Manuale di criminologia e di scienze forensi, con Giada Alessandroni, Mantova, Oligo, 2021. ISBN 9788885723658.
- Infinita pandemia, Cernusco sul Naviglio, Altaforte Edizioni, 2021. ISBN 9788832078299.
- Emergenza adolescenti. Dal Covid alla Guerra, con Francesca Malatacca e Giorgio Calabrese, Attigliano, Gambini Editore, 2022. ISBN 9791280787187.